# Leipgen
Leipgen, obersorbisch Lipinki, ist mit etwa 35 Einwohnern der kleinste Ortsteil der sächsischen Gemeinde Mücka im Landkreis Görlitz. Der Ort liegt im sorbischen Siedlungsgebiet der Oberlausitz.

## Geographie
Leipgen liegt im Süden der Gemeinde an der Staatsstraße 109 (Bautzen–Niesky). Das Straßenangerdorf wird vom Weigersdorfer Fließ durchflossen und befindet sich direkt südöstlich des Biosphärenreservates Oberlausitzer Heide- und Teichlandschaft im nördlichen Hügelland der Hohen Dubrau.
Umliegende Ortschaften sind Förstgen und Förstgen-Ost (Oelsa) im Norden, Steinölsa im Osten, Weigersdorf im Süden und Dauban im Westen.

## Geschichte

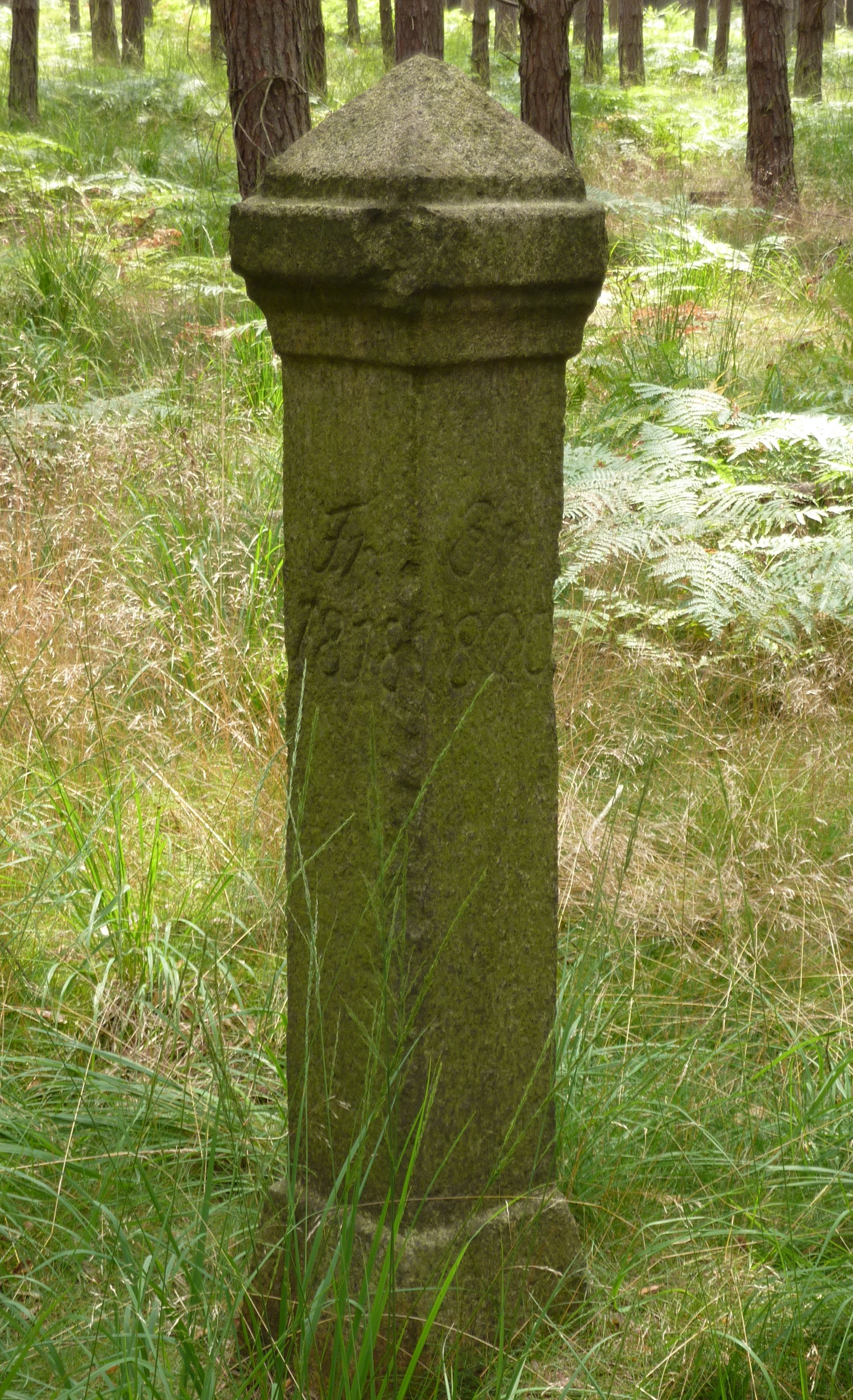
Säule im Wald südlich von Leipgen

### Ortsgeschichte
Urkundlich erstmals erwähnt wird Leipgen 1419, als der böhmische König Wenzel in seiner Funktion als oberster Lehnsherr der Oberlausitz es mit weiteren Dörfern der Herrschaft Baruth an Otto von Tremnitz und Hans Henye belehnt. Bis zur Erbteilung im Jahr 1695 verblieben die Dörfer Oelsa, Steinölsa, Förstgen und Leipgen bei der Familie von Temnitz. Johanna von Temnitz verkaufte das Gut Ober-Oelsa mit Leipgen 1700 an Johann Christian von Heldreich, der es seinerseits wieder 1708 verkaufte. Allein bis 1802 folgten acht weitere Besitzerwechsel.
Obwohl bereits um 1500 eine Kirche im nahe gelegenen Förstgen erbaut wurde, verblieb Leipgen weitere drei Jahrhunderte im Kirchspiel Baruth. Nachdem 1815 die Oberlausitz im Rahmen des Wiener Kongresses zwischen dem Königreich Sachsen und Preußen geteilt wurde, forcierte Preußen in den zwanziger Jahren jenes Jahrhunderts die Auspfarrung nun preußischer Orte aus den sächsisch verbliebenen Kirchgemeinden, sodass Leipgen, nur wenig östlich der Grenze gelegen, 1829 nach Förstgen umgepfarrt wurde.
Das zu Oelsa (seit 1936 Kreuzschenke) gehörige Dorf kam durch Eingemeindungen 1938 nach Förstgen und 1994 nach Mücka.

### Bevölkerungsentwicklung
Leipgen war über Jahrhunderte kaum mehr als ein Wohnplatz für Untertanen des Rittergutes Ober-Oelsa. Beim Rezess 1777 wurden drei besessene Mann, sieben Gärtner und zwei Häusler verzeichnet.
Bei der Volkszählung 1825 wurden 84 Einwohner gezählt, später wurden die Einwohnerzahlen nur noch gemeinsam mit Oelsa erhoben.
Zum 31. Dezember 2008 hatten 55 Personen ihren Hauptwohnsitz in Leipgen, 2014 waren es noch 44.

### Ortsname
Der Ortsname erscheint 1419 als Lipchen (Urkunde König Wenzels) und im gleichen Jahr als Leipchin in einem Görlitzer Stadtbuch. 1490 wird in einer Baruther Urkunde Leipichen erwähnt und 1528 fand bereits der heutige Name Leipgen Verwendung. Die Formen Leipichen und Leibchen fanden zwar später noch urkundliche Verwendung, jedoch setzte sich Leipgen durch; unter anderem taucht letztere Schreibweise 1732 in Johann George Schreibers Karte der Oberlausitz auf.
Der sorbische Ortsname ist 1684 in einem Radiborer Kirchbuch als Lipinkow belegt, seit 1800 findet die heutige Form Lipinki weitreichendere Verwendung.
Der Name leitet sich vom westslawischen Wort lipa ‘Linde’ ab. Möglicherweise liegt dem Namen die Form lipinka (-i im Plural) zu Grunde, wodurch sich eine Substitution der Suffixkombination -inka durch das deutsche Deminutivsuffix -chen erklären lässt.